# Effi B. Rolfs
Effi B. Rolfs auch Effi B. Rolfs-Wrobel (* 3. Januar 1968 in Frankfurt am Main) ist eine deutsche Kabarettistin, Autorin, Malerin, Grafikerin und Theaterleiterin.

## Leben und Wirken
Effi B. Rolfs wurde 1968 in Frankfurt am Main als Tochter von Rudolf Rolfs und Renate Rolfs (geb. Riebandt) geboren.
1987 Abitur an der Georg-Kerschensteiner-Schule (Wirtschaftsgymnasium) in Obertshausen.
Ihre erste Bühnenrolle hatte sie mit 11 Jahren in der Komödie Als Leiche lacht man nicht im Theater am Wald in Rödermark. Ab 1983 war sie in ständiger privater Ausbildung in Stimmbildung und Gesang u. a. bei ihrem Vater Rudolf Rolfs sowie in Gesang bei Oliver Augst.
Von 1985 bis 1989 war sie in verschiedenen Rollen im Kabarett Die Schmiere an der Seite von Reno Nonsens und Rudolf Rolfs zu sehen. Daneben hat sie von 1987 bis 1990 an der Johann Wolfgang Goethe-Universität Frankfurt am Main in den Fächern Germanistik, Theaterwissenschaften und Kinderliteratur gearbeitet.
Seit 1990 ist sie Leiterin des satirischen Theaters und Kabaretts Die Schmiere gemeinsam mit Matthias Stich und Klaus Teßnow († 2011). Seit dieser Zeit hat sie über viertausend Vorstellungen absolviert und gut fünfunddreißig Bühnenstücke produziert, ein Großteil der Texte sowie Ideen gestellt und geschrieben. Zudem ist sie auch als freie Autorin tätig, teils mit eigenen Werken oder als Auftragsarbeit. Effi B. Rolfs arbeitet mit Regisseuren wie Jörg Zick, Anne Georgio, Jo van Nelsen, Bernd Krieg und Marc Ermisch zusammen. Seit der Geburt ihrer Tochter 2002 gibt es auch immer wieder Projekte mit und für Kinder und Jugendliche.
Auch außerhalb des eigenen Theaters ist sie als Moderatorin oder Talkgast im HR und Rhein-Main-TV zu sehen. Beim Kinderfest in der Commerzbank-Arena mit dem Trifels Verlag oder beim Africa-Festival in Frankfurt-Höchst war sie immer wieder Moderatorin.
Des Weiteren ist sie Veranstalterin und Organisatorin des Immobilien-Skandals und der Ausstellung Achtung: Kunst! in den Räumen der Schmiere. In den bisher 16 Ausstellungen verschiedener Genres von Installation über Malerei bis Fotografie wurden Arbeiten von Künstlern wie u. a. Ferry Ahrlé, Fides Becker, Costa Bernstein, Viktor Naimark und Uschi Heusel gezeigt.
Seit 2017 ist sie auch als Malerin und Grafikerin aktiv. Einige ihrer Werke waren 2018 in einer Einzelausstellung in den Räumen des Theaters Die Schmiere in Frankfurt am Main zu sehen.
2019 wurde Effi B. Rolfs in Anerkennung ihrer besonderen Verdienste die Goetheplakette der Stadt Frankfurt am Main verliehen.
Die Überreichung der Auszeichnung erfolgte am 19. März 2019 durch den Oberbürgermeister Peter Feldmann im Kaisersaal des Römers.
Im März 2020 hat sie mit anderen Künstlern und Kulturschaffenden die Initiative Kulturzeiterin.de gegründet.

## Werke (Auswahl)

### Bühnenstücke
- 2007: „Reform mich, Baby!“ – eine Politsatire in 3 Akten. Effi B. Rolfs (Autorin), Jo van Nelsen (Regie)
- 2008: „Endlich wieder nackt! – 3 Frauen packen aus!“ (Kabarett). Effi B. Rolfs (Autorin und Kabarettistin auf der Bühne), Anne Georgio und Bernd Krieg (Regie)
- 2009: „Die Party geht weiter – Boni für alle!“ (Politkabarett). Effi B. Rolfs (Autorin und Kabarettistin auf der Bühne), Bernd Krieg (Regie)
- 2011: „Aufschwung in 3D – die nachhaltige Satire Show“ (Politkabarett). Effi B. Rolfs (Kabarettistin auf der Bühne), Bernd Krieg (Regie)
- 2012: „Happy End mit Flaschenpfand – reich werden für Einsteiger!“ (Politkabarett). Effi B. Rolfs (Kabarettistin auf der Bühne), Bernd Krieg (Regie)
- 2013: „Immer noch fett“ – eine Kabarett-Revue. Effi B. Rolfs (Kabarettistin auf der Bühne), Bernd Krieg (Regie)
- 2015: „Für Menschen und Rindvieh“ – Kabarett der 50er Jahre. Effi B. Rolfs (Autorin und Kabarettistin auf der Bühne), Effi B. Rolfs und Matthias Stich (Regie)
- 2016: „Wählen Sie sich glücklich!“ – Politkabarett zur Wahl. Effi B. Rolfs (Autorin und Kabarettistin auf der Bühne), Marc Ermisch (Regie)
- 2018: „hart aber fake“ (Politkabarett). Effi B. Rolfs (Autorin und Kabarettistin auf der Bühne), Marc Ermisch (Regie)

### Publikationen
- Effi B. Rolfs: Romeo und Julia auf Hessisch. (Belchen Verlag, 2001) ISBN 3-9334-8369-7
- Effi B. Rolfs: Ich hör die Vögel schlafen gehen. (Kleine Bibliothek der Lyrik, 2014) ISBN 3-9564-5164-3
- Kerstin Diacont, Effi B. Rolfs: Alles Bronco, oder was? (Edition Octopus, 2014)  ISBN 3-9564-5424-3
- Effi B. Rolfs, Matthias Stich: 65 Jahre Schmiere – Chronik zur Geschichte des satirischen Theaters. (Eigenverlag Die Schmiere, 2015)[5]
- Effi B. Rolfs, Matthias Stich: 70 Jahre DIE SCHMIERE. Chronik, Geschichte, Fotos eines kabarettistischen Abenteuers. (153 Seiten, Eigenverlag Die Schmiere, 2021)[6]

### Ausstellungen
- 2018: Einzelausstellung mit Werken von Effi B. Rolfs. (Theater Die Schmiere, Frankfurt am Main)
- 2021: Vom Wirtschaftswunder in die Pandemie – 70/71 Jahre SCHMIERE (Theater Die Schmiere, Frankfurt am Main)

## Preise und Auszeichnungen
2019: Goetheplakette der Stadt Frankfurt am Main